# Universitatea Texasului din Austin
Universitatea Texasului din Austin (în engleză: University of Texas at Austin, UT Austin, UT sau Texas) este o universitate publică de cercetare din Austin, Texas, fondată în 1883. Universitatea din Texas a fost inclusă în Asociația Universităților Americane în 1929. Instituția este compusă din peste 50.000 de studenți și peste 24.000 de cadre didactice și de personal.
Este un centru major pentru cercetare academică, cu un buget de cercetare totalizând 679,8 milioane de dolari americani pentru anul fiscal 2018. Universitatea găzduiește șapte muzee și șaptesprezece biblioteci, inclusiv Biblioteca Prezidențială LBJ și Muzeul de Artă Blanton, și operează diverse facilități auxiliare de cercetare, cum ar fi Campusul de Cercetare J. J. Pickle și Observatorul McDonald. În noiembrie 2020, 13 câștigători ai Premiului Nobel, patru câștigători ai Premiului Pulitzer, doi câștigători ai Premiului Turing, doi medaliați Fields, doi câștigători ai Premiului Wolf și doi câștigători ai Premiului Abel au fost afiliați cu școala în calitate de absolvenți, membri ai facultății sau cercetători. Universitatea a fost, de asemenea, afiliată cu trei câștigători de premii Emmy, iar din 2021 studenții și absolvenții săi au câștigat un total de 155 de medalii olimpice.
Studenții-atleți concurează pentru Texas Longhorns. Echipa Longhorn au câștigat patru Campionate Naționale de Fotbal universitar NCAA Divizia I, șase Campionate Naționale de Baseball NCAA Divizia I, treisprezece Campionate Naționale de înot și scufundări NCAA Divizia I și a câștigat mai multe titluri în sporturile masculine și feminine decât orice altă școală din Big 12.